# Baraci
Baraci (bułg. Бараци) – wieś w Bułgarii, w obwodzie Kyrdżali, w gminie Krumowgrad. W 2023 roku liczyła 262 mieszkańców.